# Helictotrichon tenuifolium
Helictotrichon tenuifolium är en gräsart som beskrevs av Martin Röser. Helictotrichon tenuifolium ingår i släktet Helictotrichon och familjen gräs. Inga underarter finns listade i Catalogue of Life.